# Cratere Meshcherskiy
Meshcherskiy è un cratere lunare di 65,94 km situato nella parte nord-occidentale della faccia nascosta della Luna.